# Simfonia núm. 8 (Bruckner)
La Simfonia núm. 8 en do menor d'Anton Bruckner fou iniciada el juliol de 1884 i acabada per primera vegada el 10 d'agost de 1887. Bruckner revisà l'obra entre el 4 de març de 1889 i el 10 de març de 1890. Hans Richter dirigí l'estrena a Viena amb la Orquestra Filharmònica de Viena el 18 de desembre de 1892.

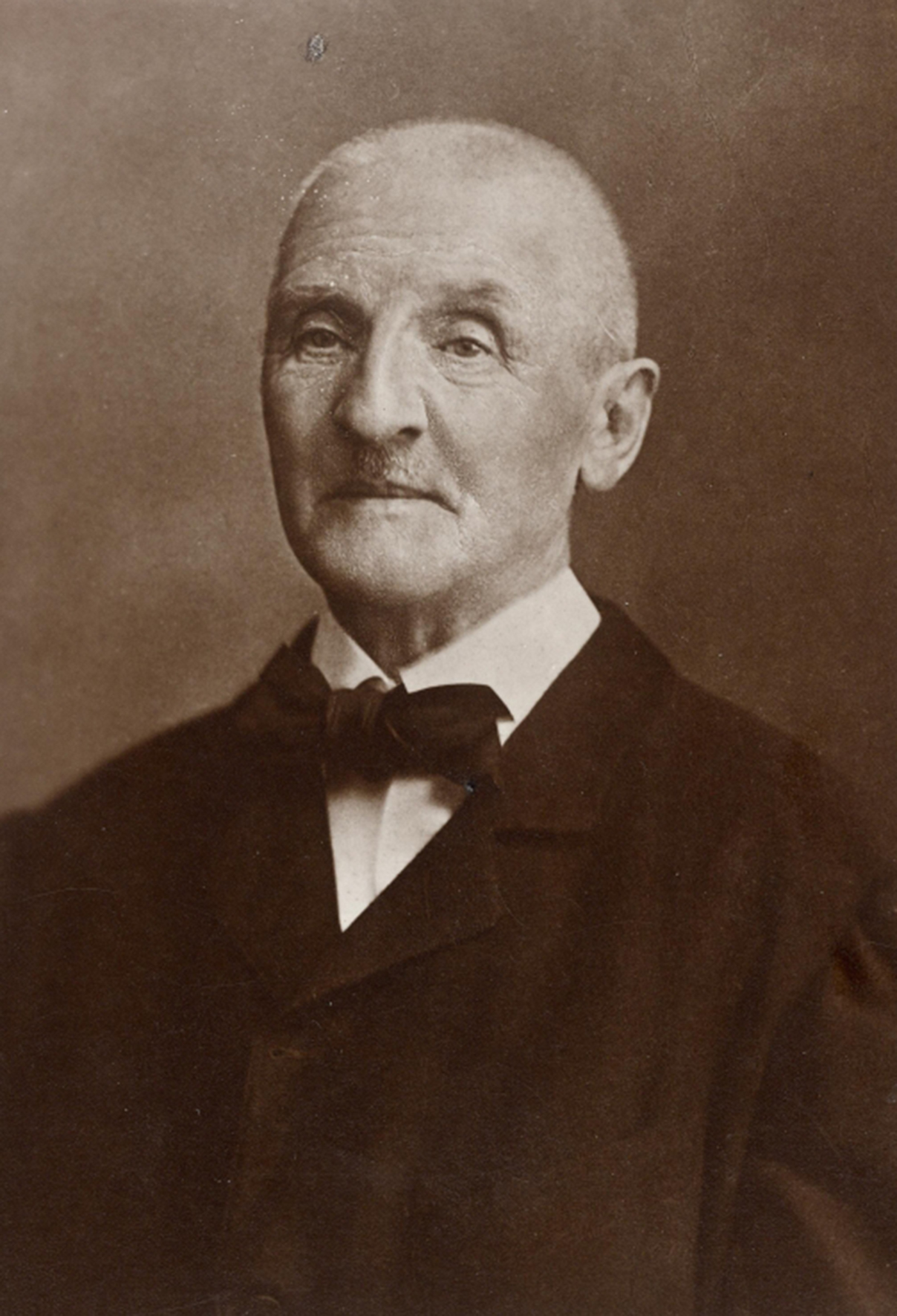
Bruckner el 1894

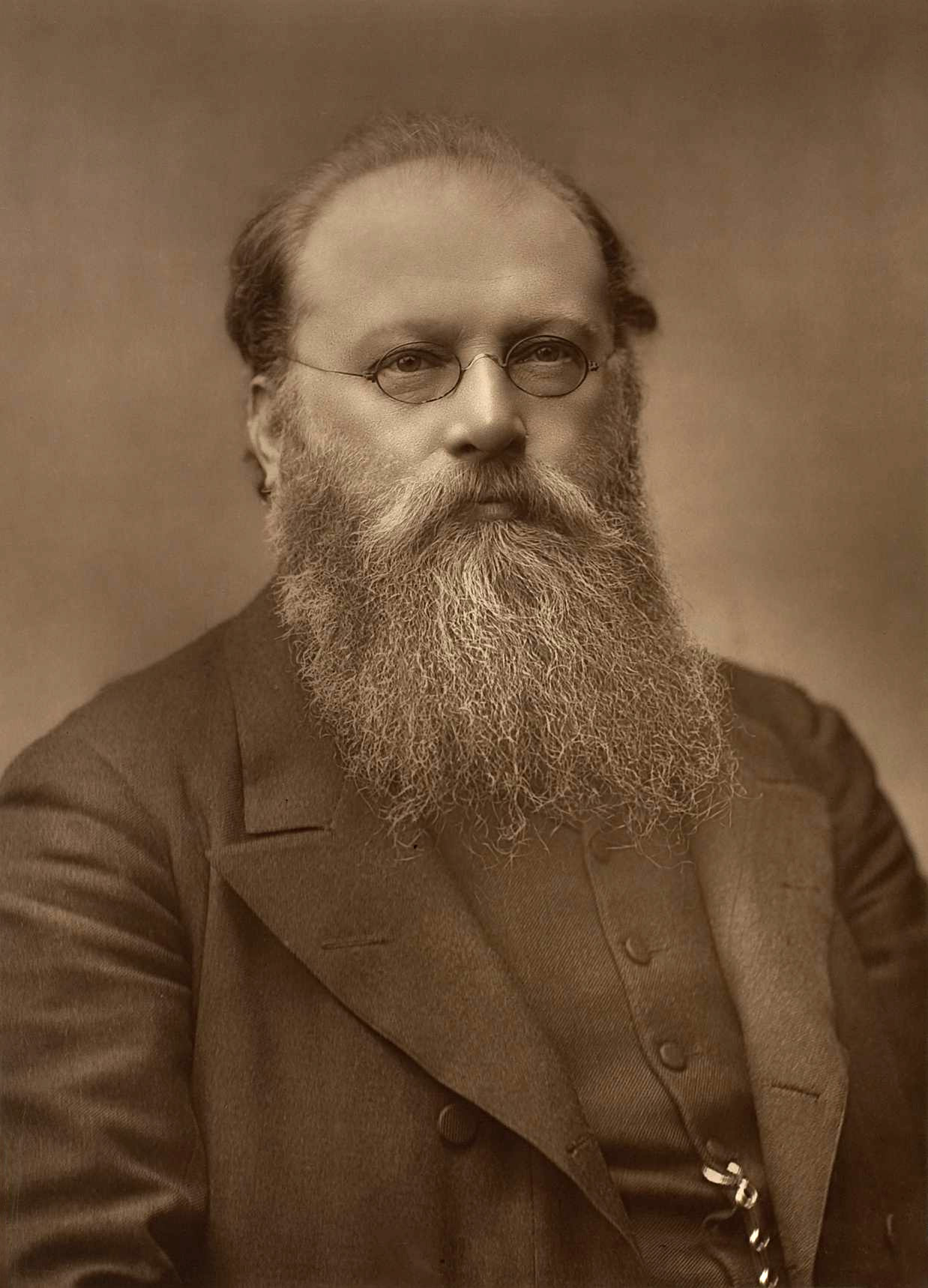
Hans Richter per Barraud a la dècada del 1880

Començada el 1884, immediatament després d'acabar la Setena Simfonia i després de l'eufòria del seu èxit, la Vuitena tindrà una història difícil. Acabada en un principi el 1887, va ser rebutjada per Hermann Levi, qui havia tingut un paper determinant en el triomf de la Setena i que com que no comprenia la nova obra va estar a punt de portar a Bruckner, rarament tan satisfet amb si mateix, al suïcidi. De tal forma, en el seu esperit, la nova partitura representava un assoliment absolut. Després d'una revisió que va durar dos anys, la simfonia va conèixer un gran èxit en la seva estrena a Viena. Les crítiques la van qualificar fins i tot de simfonia de les simfonies o cim de la simfonia romàntica.
D'aquesta manera, hi ha dues versions de la simfonia: la composta entre 1884 i 1887, i la revisió acabada el 1890. Les diferències les dues són significatives tant pel que fa a la forma com a l'orquestració.

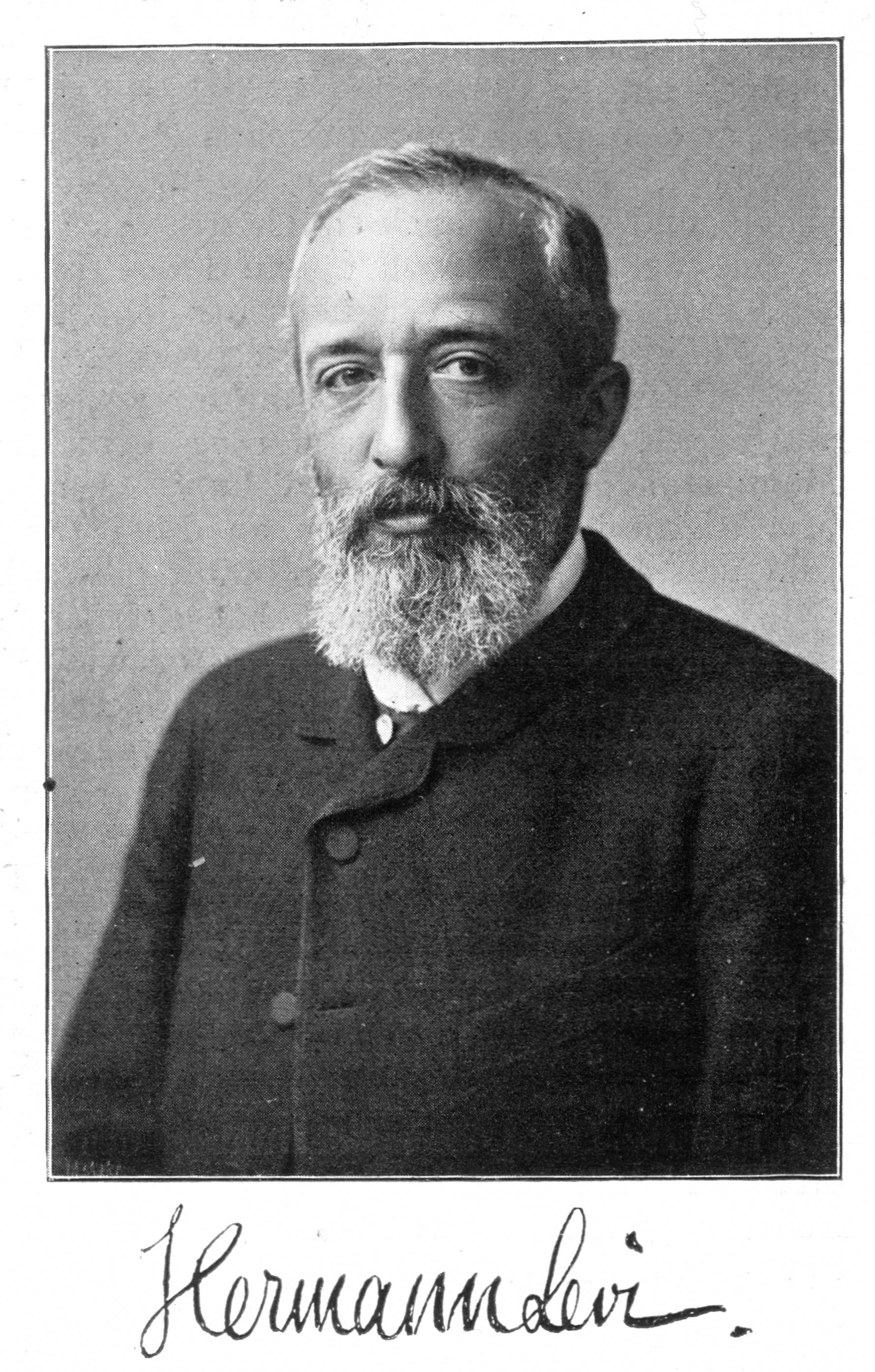
Hermann Levi Director

| «                                      | "Aquesta simfonia és la creació d'un geni i en la seva dimensió espiritual, la seva riquesa d'invent i grandesa supera totes les altres simfonies del Mestre. El seu èxit va ser... gairebé sense precedents. Va representar la victòria definitiva de la llum sobre la foscor i com cada moviment va desaparèixer, la tempesta d'entusiasme va esclatar amb força elemental. En resum, un emperador romà no podria haver desitjat un triomf més bonic". | » |
| — Hugo Wolf sobre el dia de l'estrena. | |   |

## Composició i publicació
Bruckner va començar a treballar en la Vuitena Simfonia el juliol de 1884, quan encara lluitava per aconseguir el reconeixement públic, tot i haver complert ja els seixanta anys. Però uns mesos després va arribar la notícia de la recepció triomfal que estava tenint la Setena Simfonia després de l'estrena a Leipzig el desembre de 1884. L'èxit va anar arribant a tot Europa menys a la seva ciutat natal, Viena, per culpa principalment de l'influent crític Eduard Hanslick.
Treballant principalment durant les vacances d'estiu dels seus deures en la Universitat de Viena i al Conservatori de Viena, el compositor va completar els quatre moviments en forma d'esborrany l'agost de 1885. Bruckner va trigar a completar l'orquestració de l'obra fins a l'abril de 1887; durant aquesta etapa de composició, es va invertir l'ordre dels moviments interns, quedant l'Scherzo segon i l'Adagio com a tercer moviment.

Bruckner es va sentir capaç de descartar aquest judici i, per tant, amb un estat d'ànim molt optimista, el setembre de 1887 va completar la seva Vuitena Simfonia. Bruckner va ser capaç de sobreposar-se als prejudicis i amb un estat d'ànim optimista com ho demostra l'última pàgina de la partitura amb la paraula "Al·leluia". De seguida va enviar-la al director d'orquestra Hermann Levi. Levi va ser un dels col·laboradors més pròxims de Bruckner, havent donat una interpretació de la Simfonia núm. 7 a Múnic que va ser "el triomf més gran que Bruckner havia experimentat fins llavors". També havia fet arranjaments perquè la carrera de Bruckner fos secundada d'altres formes, inclosa l'assistència financera de la noblesa i que li honressin amb un doctorat honoris causa de la Universitat de Viena. No obstant això, el director li va respondre a Bruckner: 
| « | Em resulta impossible interpretar la Vuitena en la seva forma actual. Simplement no puc fer-la meva! Per molt que els temes siguin magnífics i directes, la seva elaboració em sembla dubtosa; és més, l'orquestració la considero bastant impossible... No et desanimis, torna a mirar la teva obra, comenta-la amb els teus amics, amb Schalk, tal vegada una reelaboració podrà aconseguir alguna cosa. | » |

El gener de 1888, Bruckner havia arribat a un acord amb Levi en què retocaria la simfonia. Els primers treballs de revisió es van dur a terme en el primer moviment i l'Scherzo, expressats com a anotacions a llapis en la seva partitura. Una versió diferent de l'Adagio, ara anomenat Adagio intermedi o "Adagio de 1888", també va ser recuperada i editada el 2004 per Dermot Gault i Takanobu Kawasaki. A partir de llavors, Bruckner es va concentrar en les noves versions de la Quarta i la Tercera simfonies. Va començar a treballar en la versió final de l'Adagio el març de 1889 i va completar la nova versió de la simfonia el març de 1890.
Una vegada que es va completar la nova versió, el compositor va escriure a l'emperador Francesc Josep I per a demanar-li permís per a dedicar-li la simfonia. L'emperador va acceptar la sol·licitud de Bruckner i també es va oferir a ajudar a pagar la publicació de l'obra. Bruckner va tenir alguns problemes per a trobar un editor per a l'obra, però a finals de 1890 la companyia Haslinger-Schlesinger-Lienau va acordar emprendre la publicació. Els associats de Bruckner, Joseph Schalk i Max von Oberleithner, van ajudar amb el procés de publicació: Schalk va preparar el text musical per a enviar-lo a la impremta, mentre que Oberleithner va corregir les proves i també va brindar suport financer. La simfonia finalment es va publicar el març de 1892. Va ser l'única de les simfonies de Bruckner que es va publicar abans de la seva primera interpretació.

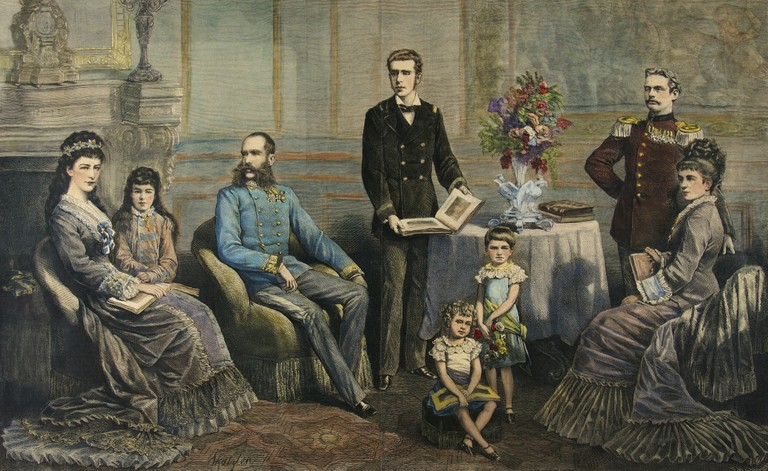
Francesc Josep I i la seva família en 1880

## Moviments
1. Allegro moderato
2. Scherzo. Allegro moderato - Trio. Langsam
3. Adagio. Feierlich langsam, doch nicht schleppend
4. Finale. Feierlich, nicht schnell

## Orquestració
- 3 flautes, la tercera doblegant a piccolo (eliminat en la versió de 1890).
- 3 oboès.
- 3 clarinets en si bemoll.
- 3 fagots, el tercer doblegant a contrafagot.
- 8 trompes, quatre en fa i quatre en si bemoll.
- 4 tubes wagnerianes, en fa i en si bemoll, doblegant a les trompes 5 a 8.
- 3 trompetes en fa i en do.
- 3 trombons (alt, tenor i baix).
- 1 tuba
- timbales.
- platerets i triangle
- 3 arpes.
- Cordes (violins primers i segons, violes, violoncels i contrabaixos).

## Versions
Es conserven dos manuscrits autògrafs de la simfonia, amb dates 1887 i 1890, respectivament. A més d'aquests, existeixen més esbossos de les diferents fases de composició que de cap altra simfonia de Bruckner, que ens permeten seguir l'evolució de moments clau, com l'exposició del tema principal del primer moviment. Les versions i edicions executables de la simfonia són les següents:

### Versió de 1887
Aquesta és la primera versió de Bruckner, però no va ser editada fins a 1972, preparada per Leopold Nowak.
Presenta diverses diferències significatives amb les versions posteriors, més conegudes, inclosos un final en forte per al primer moviment i una tonalitat diferent en el clímax del moviment lent. És també bastant més llarga que la versió de 1890, i té algun canvi en l'orquestració, com les fustes dobles, en lloc de triples en els tres primers moviments, la qual cosa els dona un caràcter una mica més auster. Alguns estudiosos donen suport a aquesta versió, argumentant que les posteriors revisions estan escurçades i suavitzades, com a concessió a un gust més brahmsià dels col·laboradors de Bruckner. L'estrena la va dirigir Hans-Hubert Schönzeler per a la BBC el 1973.

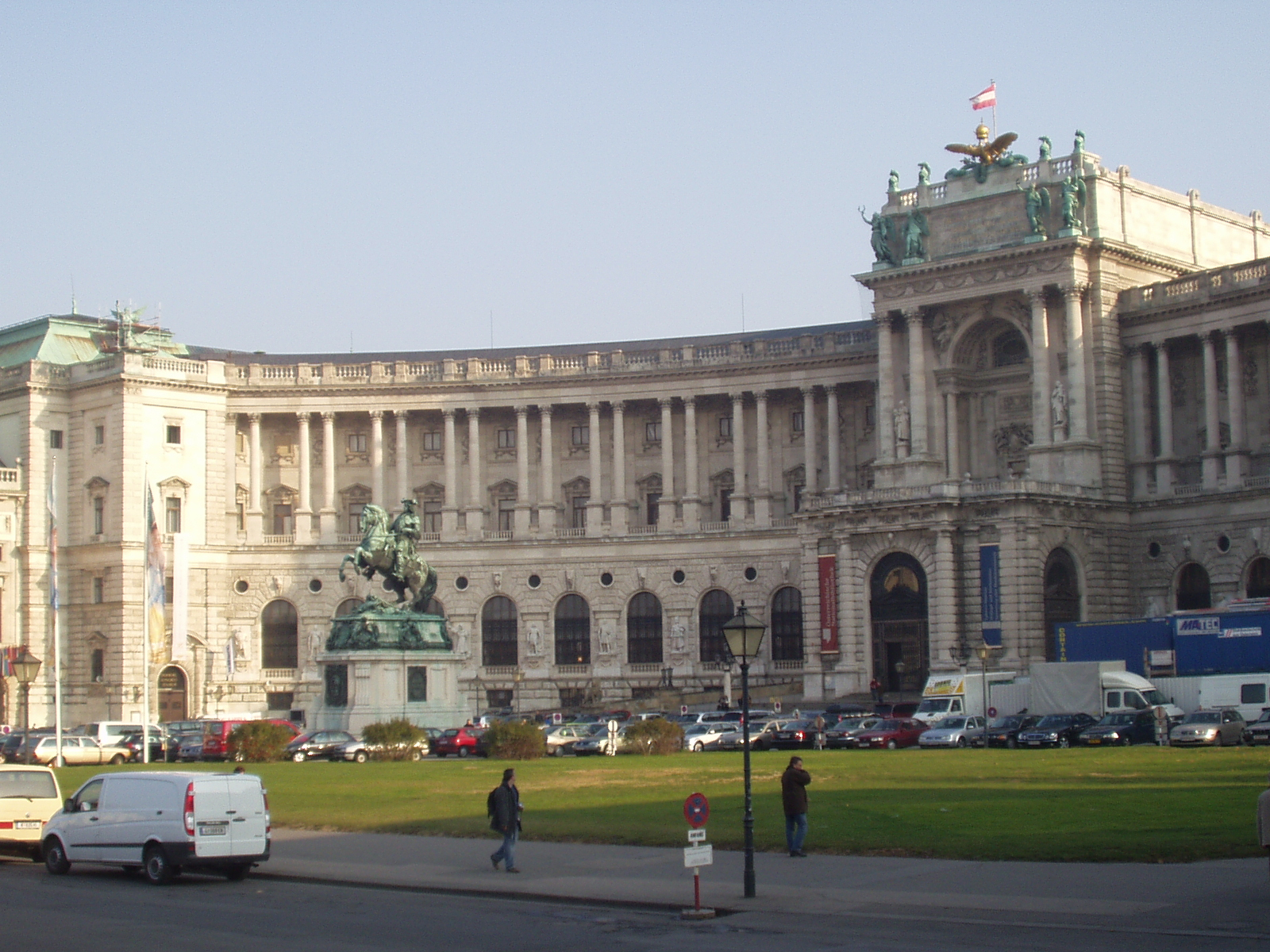
Biblioteca Nacional Austríaca

### Adagiode 1888
La Biblioteca Nacional d'Àustria alberga un manuscrit d'una versió intermèdia del moviment lent, datada el 1888.

### Versió de 1890

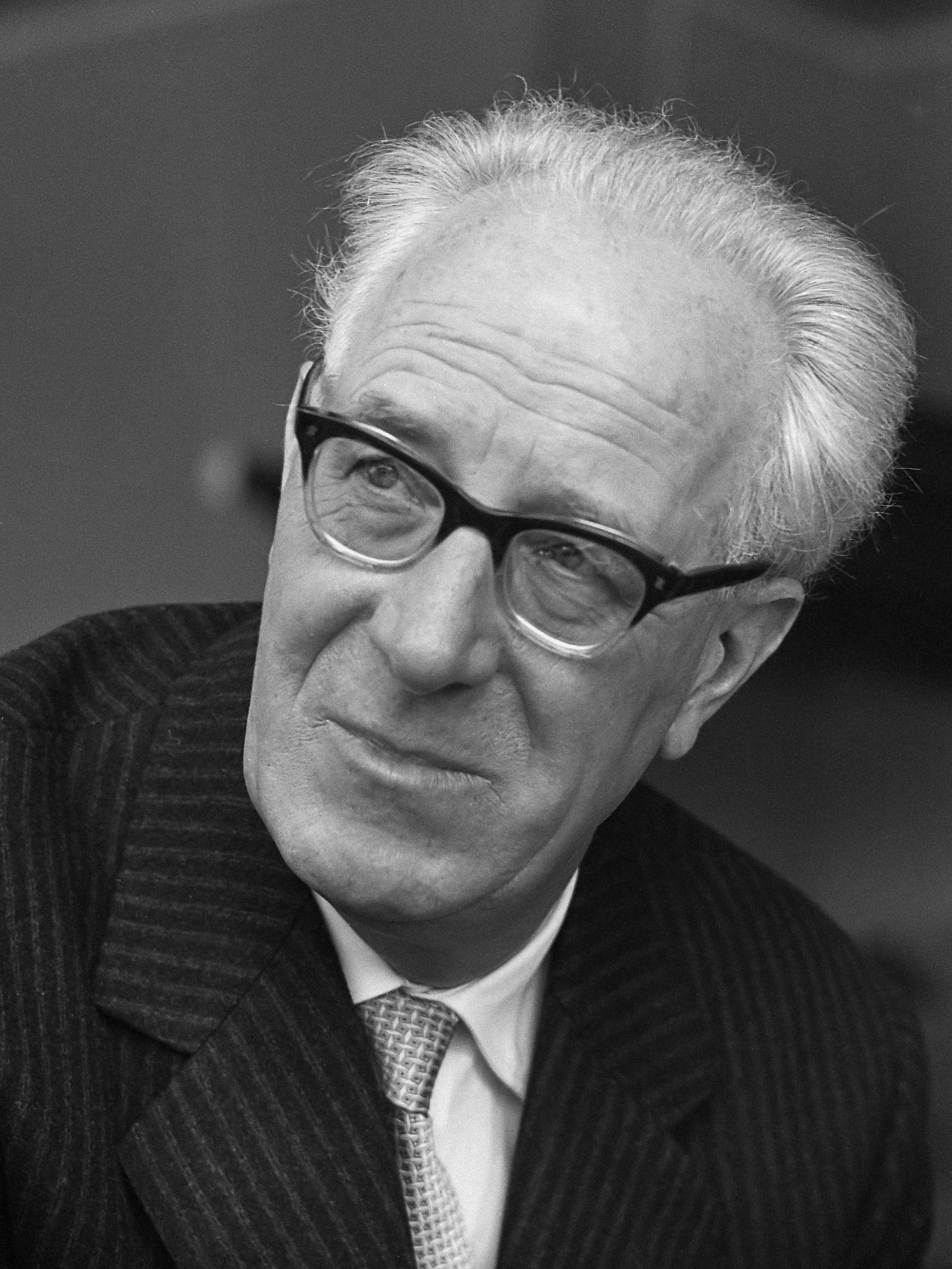
Eugen Jochum (1961), apòstol de Bruckner en la difícil postguerra

Molts estudiosos, com Deryck Cooke i Robert Haas han suggerit que aquesta versió és el producte de la inseguretat de Bruckner, i de la pressió dels seus col·laboradors, com el director Joseph Schalk, fins i tot es refereix a ella com la "revisió Bruckner-Schalk". Nowak, no obstant això, no adverteix una mà diferent de la de Bruckner en les anotacions de la partitura. L'escriptura de la versió de 1890 és més plena i grandiloqüent que la de la versió original, amb harmonies i textures més subtils, particularment en els instruments de fusta. Leopold Nowak la va publicar el 1955.

### Edició de 1892
És la primera publicació de la simfonia, i la que es va utilitzar per a l'estrena a Viena. Conté diversos canvis menors respecte al manuscrit de 1890, com alguns talls, i altres passatges repetits en el final. Els canvis van ser fets per Schalk, probablement sense intervenció de Bruckner, encara que aquest donava la seva aprovació final abans de la publicació i de les successives interpretacions.

### Edició de Robert Haas
Robert Haas va publicar la seva versió el 1939. Haas va basar la seva edició en l'autògraf de 1890, però va incloure nombrosos passatges de la versió de 1887 que havien estat omesos o modificats en la primera, i el va justificar argumentant que aquestes modificacions van ser fetes per Bruckner sota la influència de Schalk, Levi i altres, que van soscavar la seva pròpia confiança com a compositor, i el van portar a trair les seves pròpies idees originals, embarcant-se en un període de profunda revisió d'aquesta i altres obres anteriors.
Els canvis més significatius que va fer Bruckner (i van ser reposats per Haas) corresponen a l'Adagio i el final. Haas va arribar a compondre ell mateix alguns passatges intermedis, reelaborant alguns materials de Bruckner anotats al marge en el manuscrit de 1890, per la qual cosa se l'ha acusat d'excedir-se en les seves responsabilitats com a editor. En qualsevol cas, aquesta ha estat l'edició més popular entre els directors brucknerians, i ha continuat utilitzant-se fins i tot després de l'aparició de l'edició de Nowak de la versió de 1890. D'altra banda, Eugen Jochum, que utilitzà l'edició de Haas per al seu primer enregistrament, en 1949, va emprar la de Nowak per als seus successius enregistraments, mentre que Furtwängler, que va dirigir l'estrena de l'edició Haas, va tornar a l'edició de 1892 al final de la seva carrera.

## Anàlisi musical

### 1r moviment:Allegro moderato[12]
El moviment comença amb una presentació fragmentària del tema principal, amb l'omnipresent so brucknerià de trèmolos misteriosos de les cordes i els acords de les trompes sostinguts, seguit immediatament per un motiu de tons foscos i pels acords dobles en les cordes inferiors. Amb això s'estableix amb irresistible brevetat el vincle amb el final de tota la simfonia; tot plegat es reafirmarà en un gest amenaçador cap al final del moviment final abans de l'inici de la coda.
El tema principal arriba a través de desviaments en una cerca desesperada per una resolució de la tensió que no pot ser escoltada, la qual cosa porta a la tonalitat principal de do menor. El ritme utilitzat per Bruckner aquí concorda amb el del primer tema en re menor de la Novena Simfonia de Beethoven (compassos 17 i 18 de la Novena Simfonia). La poderosa repetició del material presentat condueix, després d'una breu transició, al segon tema amb escales ascendents en sol o re bemoll major, amb confusió enharmònica (primers violins). A aquesta fase, que és bastant àmplia en el breu primer moviment, li segueix el tercer tema, un motiu a l'uníson. Desenvolupa una gran nitidesa harmònica en la inversió de cascades descendents del motiu de dosets/tresets una vegada ascendent des del començament del segon tema. Les escales dramàtiques amb embranzida cap endavant, el canvi constant de claus condueixen a un final a tot volum en els metalls, anunciant immediatament el final de l'exposició.
El desenvolupament ofereix espai per a la descàrrega de so demolidor d'una ona d'acumulació a gran escala: el segon tema, que està aproximadament en la meitat del primer moviment, primer es desenvolupa en la seva inversió i condueix a un esclat aclaparador d'aquests passatges que en els temes 1 i 2 estan superposats un damunt de l'altre. En termes de la seva intensitat dramàtica, aquesta secció només troba una correspondència en el curs posterior del moviment, és a dir, en l'última ona de construcció abans de la coda.
La transició a la recapitulació és fluida: el tema de l'escala es desplega una vegada més en tota la seva bellesa, fins que el tercer tema, que també torna a sonar, entra en la fase d'augment, que s'alça i es trenca amb un implacable encantament en do menor i reforç de tocs de trompeta.
La coda és l'únic final dels moviments exteriors de Bruckner que acaba en silenci. Encara el 1887, el moviment va acabar amb un concís passatge fortissimo de 29 compassos, que es va eliminar en la versió de 1890. El mateix Bruckner va descriure la coda de 1890 com un rellotge de la mort. Cita de Bruckner: "És com quan algú s'està morint i davant hi ha el rellotge que continua corrent mentre la seva vida està arribant a la seva fi..."

### 2n moviment:Scherzo. Allegro moderato - Trio. Lento[13]
Aquest scherzo de considerables proporcions, en la forma A-B-A-C-A-B-A, trenca amb les convencions anteriors, avança amb força en el seu ritme constant, però tampoc es descuiden els episodis tendres i fins i tot onírics.
La figura simbòlica de l'alemany Michels, que pot descriure's de moltes maneres, representa la figura nacional d'un home honest, somiador, amant de la pau, senzill, somnolent, però bonàs. "Quan el fill d'aquest granger reflexiona somia amb el paisatge", llavors la il·lustració musical es pot descobrir en l'ampli trio en la bemoll major de l'scherzo. I, en última instància, és el mateix Bruckner qui somia en aquest paisatge pacífic.
Fins i tot en la versió de 1887, el trio comença amb una reconfortant melodia en la bemoll major, en aquest moment una mica més agitada en el tempo, mentre que el trio en la segona versió, de 1890, treballa sobre el mateix material amb riques modificacions i l'insereix dins de les seccions de scherzo que emmarquen un petit adagio.
A la prima versió encara li faltaven les arpes, que en la segona versió ja despleguen una atmosfera màgica aquí i no sols en el 3r moviment (Adagio). El trio també està estructurat en tres parts, després de la primera aparició de les arpes, l'expressió musical experimenta una major interiorització: segons Bruckner, és el punt "on Michels es deté breument en oració". Després de tornar a la primera secció del trio, l'arpa acaba novament abans que comenci la repetició de l'scherzo massiu i el moviment acaba en un do major triomfant.

### 3r movimient:Adagio. Solemnement lent, però no mandrós[12][13]
L'Adagio es presenta com un rondó de cinc parts (A-B-A'-B'-A'') i la seva estructura és arquejada, com ja va provar en el mateix moviment de la segona simfonia, és el moviment simfònic més llarg de Bruckner i està en re bemoll major. Després de compassos introductoris que suren suaument, construïts sobre el ritme resultant mitjançant l'ús de la síncope, sona el tema del moviment, un to de corda puntejat delicat i prolongat en la bemoll. Aquí Bruckner té èxit a utilitzar un motiu que, extremadament breu en la seva extensió, els majors poders es despleguen en el transcurs del moviment fins al final, sempre recurrent, sigui ocult o audible. El primer clímax del tema, com en el segon tema del primer moviment, evoca immediatament el tema ascendent del primer moviment de la Setena Simfonia.
Bruckner va ser sovint culpat pels ressons recurrents de l'obra anterior. Les al·legacions s'invaliden si s'examinen de més de prop les cites interrelacionades intencionals de tot el treball posterior.
En l'Adagio de la 8a Simfonia, igual en la primera i segona versió, Bruckner va utilitzar arpes que, per exemple, donen a l'episodi continuat del primer tema amb els seus alts i baixos corals un timbre inconfusible. Les arpes no apareixen d'una altra manera en les simfonies de Bruckner; Bruckner diu el següent sobre el seu ús en l'Octava: “Necessito ajuda, pots tu?"
El segon tema de l'Adagio conté el sisè com un interval descendent, que recorre tota la simfonia, ocult o destacat, per a després emergir novament al començament del segon tema en el finale. Després de la presentació del segon tema de l'adagio, segueixen diverses ones de progressió o blocs de so de grandària sublim que brollen abruptament en una successió prolongada. Un dels aspectes més destacats conté una cita del motiu de Sigfrid de Wagner, "com un recordatori del mestre". El clímax final del moviment utilitza el cop de címbal, després de la qual cosa una repetició dels passatges amb les pujades del coral, que en la primera versió contenia un toc de Parsifal de Wagner, condueix a l'àmplia coda, que en els seus càlids sons de les tubes i cordes baixes també inclou els sons de la seqüència de tons descendents del rellotge de la mort del primer moviment.

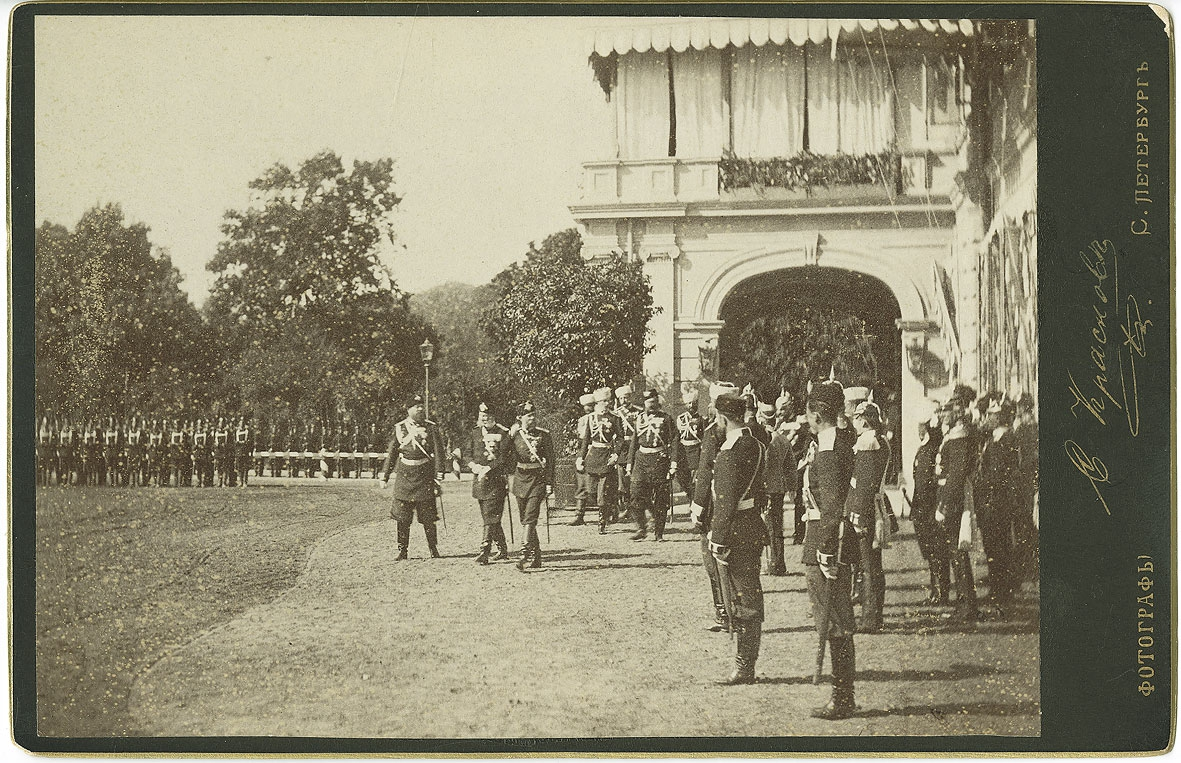
Tsar Alexander III. von Russland, Kaiser Franz Joseph I. von Österreich und Kaiser Wilhelm I von Preußen

### 4t moviment:Finale. Solemnement, no ràpidament[12][13]
Després d'un breu crescendo introductori en les cordes, el monumental moviment final s'obre amb poderosos acords dels metalls. Bruckner comenta aquesta primera part del tema amb referència a la “Reunió dels Tres Emperadors” que estava tenint lloc en el moment de la composició: “El nostre Emperador estava llavors sent visitat pel tsar a Olomouc, d'aquí les cordes caldejades; el passeig dels cosacs; els metalls: música militar: trompetes; fanfàrries en la trobada de les seves majestats”.
No obstant això, els investigadors de Bruckner assenyalen repetidament que amb tals declaracions Bruckner possiblement només volia colpejar un suposat sabor dels temps. Si realment va tenir al cap als tres emperadors en compondre és més que qüestionable avui i és un dels molts secrets, misteris i ambigüitats que envolten a Bruckner com a persona.
El segon tema comença amb la sisena descendent i ascendent de les cordes, evocant un tendre record de l'Adagio precedent. El tercer conjunt de temes, impregnat d'un caràcter de marxa, enllaça amb el començament del moviment final. Utilitzant el tema dels metalls del començament de l'actuació, l'exposició finalitza de manera distesa amb tres flautes amb efecte de ressò.
En la secció de desenvolupament, que sens dubte requereix un oïdor atent i concentrat, hi ha, com és habitual en Bruckner, grans clímaxs dramàtics abans que esclati la recapitulació amb una força que intensifica encara més l'infern al començament del moviment.
La recapitulació del segon tema promet un breu respir abans que arribin els dos grans clímaxs finals del moviment. El primer és el desenvolupament escapolit del tercer tema, que condueix a la irrupció desesperada del tema principal (aquí en fa menor) des del primer moviment, reforçant la coherència de tota l'obra de principi a fi. Però el gran final és l'extensa coda, que en els últims 13 compassos s'escolten simultàniament tots els temes principals dels quatre moviments. El tema principal del primer moviment rep la seva variant conciliatòria en do major al final.

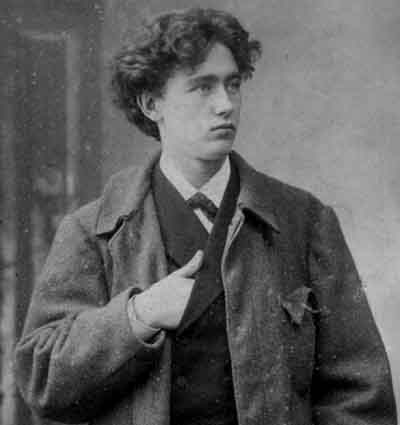
Felix Weingartner el 1890

## Estrena i recepció
Quan es va completar la revisió de 1890, Levi ja no dirigia els concerts a Múnic. Com a resultat, va recomanar que el seu protegit Felix Weingartner, Kapellmeister de Mannheim, dirigís la primera interpretació de la simfonia. L'estrena es va programar dues vegades sota la direcció del jove director durant 1891, però cada vegada Weingartner la va substituir per una altra obra en l'últim minut. Finalment, el director li va dir a Bruckner que no podia executar l'actuació perquè estava a punt d'assumir un nou lloc en l'Òpera de Berlín. No obstant això, Weingartner va admetre, en una carta a Levi, que la veritable raó per la qual no va poder interpretar la simfonia va ser perquè l'obra era massa difícil i no tenia suficient temps per a assajar: en particular, els executants de la tuba en la seva orquestra no tenien suficient experiència per a fer front a les seves parts.
Després que es cancel·lés una actuació de Levi a Múnic a causa d'un temut brot de còlera, Bruckner va centrar els seus esforços a assegurar una estrena a Viena per a la simfonia. Finalment, va ser Hans Richter, director de la Filharmònica de Viena, qui va accedir a dirigir l'obra. La primera interpretació va tenir lloc el 18 de desembre de 1892. Encara que alguns dels membres més conservadors de l'audiència se'n van anar al final de cada moviment, molts dels seguidors de Bruckner també estaven presents, inclosos Hugo Wolf i Johann Strauss.[13]
El conegut crític Eduard Hanslick se'n va anar després de l'Adagio. En la seva ressenya va descriure la simfonia com a "interessant en els detalls, però estranya en el seu conjunt, de fet repel·lent. La peculiaritat d'aquesta obra consisteix, per a dir-ho breument, a importar l'estil dramàtic de Wagner a la simfonia". (Korstvedt assenyala que això va ser menys negatiu que les crítiques de Hanslick a les primeres simfonies de Bruckner). També va haver-hi moltes crítiques positives dels admiradors de Bruckner. Un crític anònim va descriure la simfonia com "la corona de la música en el nostre temps". Hugo Wolf va escriure a un amic que la simfonia era "l'obra d'un gegant" que "supera a les altres simfonies del mestre en abast intel·lectual, genialitat i grandesa".
La simfonia va trigar a entrar en el repertori orquestral. Només es van produir dues interpretacions més durant la vida de Bruckner. L'estrena estatunidenca no va tenir lloc fins a 1909, mentre que la simfonia va haver d'esperar fins a 1929 per a la seva primera interpretació a Londres.

## Discografia seleccionada

### Versió de 1887
- 1982 Eliahu Inbal / Orquestra Simfònica de la Ràdio de Frankfurt - Teldec
- 1996 Georg Tintner / Orquestra Nacional d'Irlanda - Naxos

### Versions 1887/1890 (ed. Haas)
- 1955 Eduard van Beinum / Orquestra del Concertgebouw - Philips
- 1963 Carl Schuricht / Orquestra Filharmònica de Viena - EMI
- 1988 Herbert von Karajan / Orquestra Filharmònica de Viena - DG Referència
- 1995 Bernard Haitink / Orquestra Filharmònica de Viena - Philips
- 2000 Pierre Boulez / Orquestra Filharmònica de Viena - DG
- 2001 Günter Wand / Orquestra Filharmònica de Berlín - RCA Referència
- 2004 Daniel Barenboim / Orquestra Filharmònica de Berlín - Warner
- 2009 Christian Thielemann / Staatskapelle Dresden - Hänssler
- 2020 Christian Thielemann / Orquestra Filharmònica de Viena - DG

### Versió 1890 (ed. Nowak)
- 1964 Eugen Jochum / Orquestra Filharmònica de Berlín - DG Referència
- 1969 George Szell / Orquestra de Cleveland - Sony
- 1972 Otto Klemperer / Philharmonia Orchestra - EMI[15]
- 1976 Karl Böhm / Orquestra Filharmònica de Viena - DG
- 1976 Eugen Jochum / Staatskapelle de Dresden - Warner Referencia
- 1981 Klaus Tennstedt / Orquestra Filharmònica de Berlín - Testament Rècords
- 1984 Carlo Maria Giulini / Orquestra Filharmònica de Viena - DG
- 1993 Sergiu Celibidache / Orquestra Filharmònica de Múnic - EMI Referència
- 2018 Mariss Jansons / Orquestra Simfònica de la Ràdio de Baviera - BRmedia
- 2019 Zubin Mehta / Orquestra Filharmònica de Berlín - Berlin Phil Media GmbH
- 2019 Andris Nelsons / Orquestra de la Gewandhaus de Leipzig - DG

### Edició de 1892
- 1944 Wilhelm Furtwängler / Orquestra Filharmònica de Viena - DG
- 1963 Hans Knappertsbusch / Orquestra Filharmònica de Múnic - Westminster